# Troisdorf
Troisdorf é uma cidade da Alemanha localizada no distrito do Reno-Sieg, região administrativa de Colônia, estado da Renânia do Norte-Vestfália.